# モン・スニ峠
モン・スニ峠（フランス語: Col du Mont-Cenis）は、フランス共和国サヴォワ県にある、アルプス山脈の峠である。フランスのサヴォワ地方とイタリアのピエモンテ地方を結ぶ。
中世から19世紀頃までは、非常によく使われたアルプス越えの道の一つであった。第二次世界大戦までは峠の頂上にフランスとイタリアの国境があったが、1947年に峠の南側（現在のモン・スニ湖を含む一帯）がフランス領に編入された。

## 名称
- イタリア語: colle del Moncenisio（モンチェニージオ峠）

## 地理

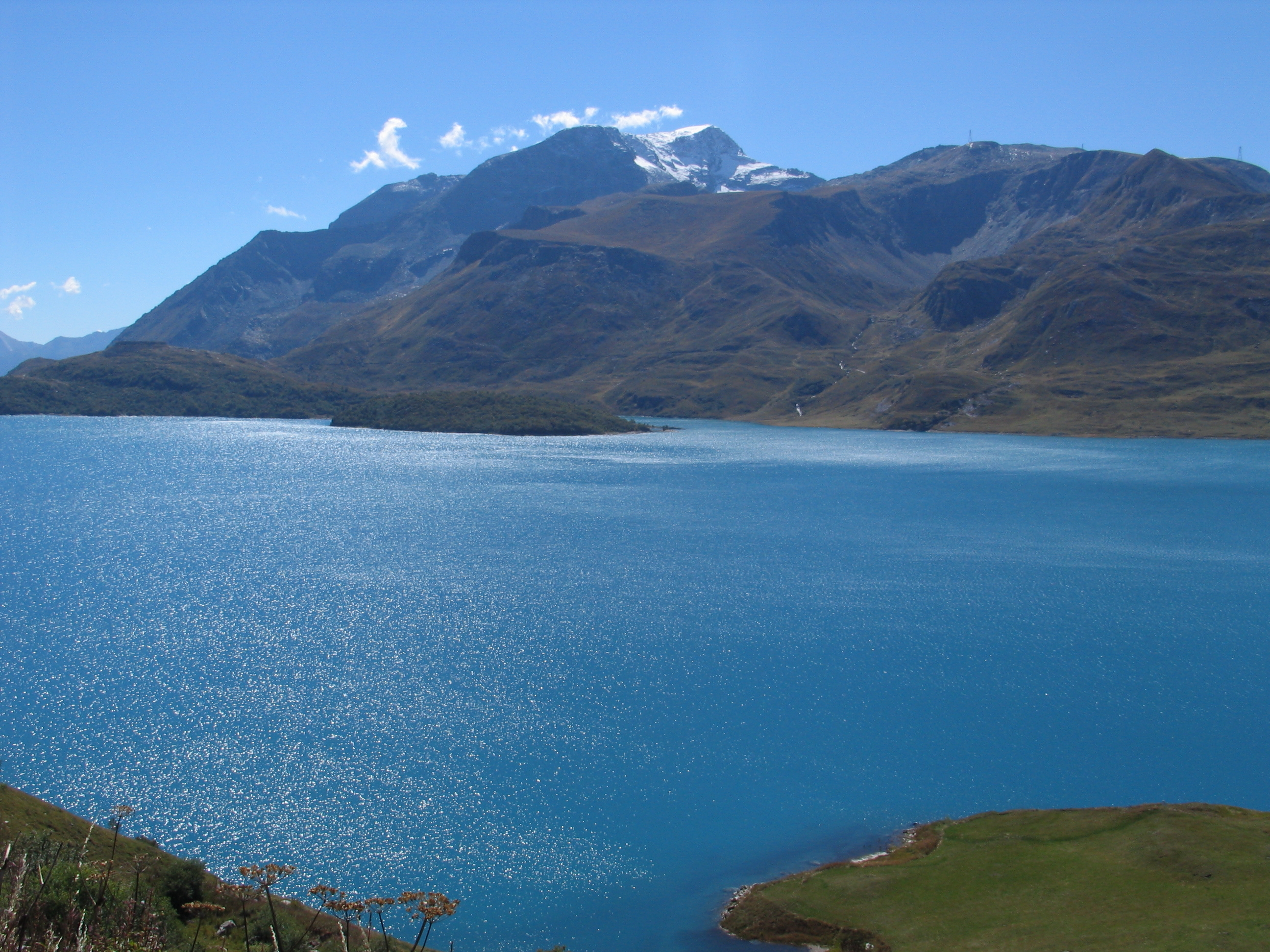
モン・スニ湖とモン・スニ山地

Lanslebourg-Mont-Cenisと、イタリアのスーザ（トリノ県）を結ぶ、古来よりの交通路である。峠の南西方向にモン・スニ山地 (fr:Massif du Mont-Cenis) がある。
峠を南へ越えた場所には、モン・スニ湖 (fr:Lac du Mont-Cenis) が広がる。モン・スニ湖は、イタリア側に流れるチェニスキア川 (Cenischia) を堰き止めたダム湖である。イタリア領であった20世紀前半にこの川にはダムが作られているが、現在見られる湖の姿となったのは、フランス領となったあとの1968年に新たなダムが建設されてからである。
峠越えの道路は、北西側から以下の地点を通過する。
- Lanslebourg-Mont-Cenis - 峠 - モン・スニ湖畔 - モンチェニージオ西方 - スーザ

スーザからヴァル・ディ・スーザ（スーザ谷）を東に下れば、ピエモンテの中心地トリノに至る。
現代の交通路は19世紀初頭にナポレオン・ボナパルトによって整備されたもので、フランス領内は県道1006号線 (fr:Route départementale 1006) 、イタリア領内は国道25号線 (it:Strada statale 25 del Moncenisio) の一部に指定されている。

モン・スニ峠のパノラマ

## 歴史

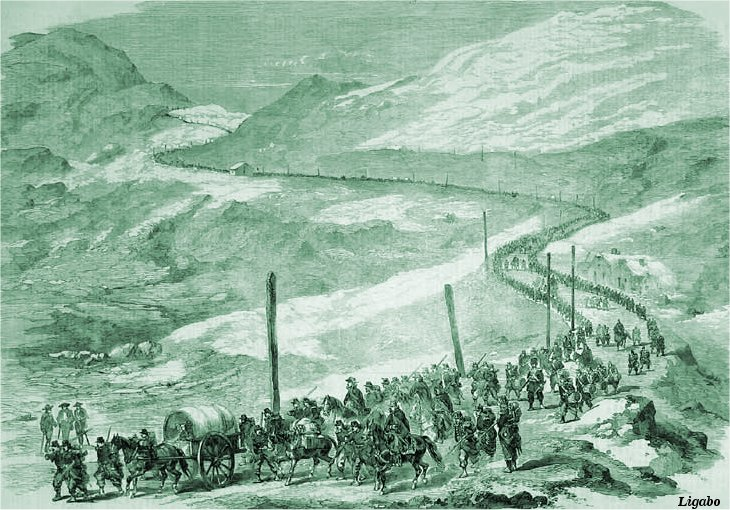
1859年のモン・スニ峠を描いた挿絵（峠を越えるフランス軍）

モン・スニ峠は、古来からのアルプス越えの街道の一つであった。ハンニバルがアルプス越えを行った地点については複数の説があるが、モン・スニ峠もその一つである。312年には、コンスタンティヌス1世がマクセンティウスと戦うためにこの峠を越えている。中世には、フランスからヴァル・ディ・スーザ経由でトリノ、あるいは遥かローマへと巡礼する人びとがこの峠を越えた。フランス革命戦争中の1794年4月には、トマ＝アレクサンドル・デュマ将軍に率いられたフランス共和国のアルプス軍 (Army of the Alps) がサルデーニャ王国軍を破る戦いの舞台となった。1803年から1810年にかけて、ナポレオンは峠越えの道路を整備した。
19世紀半ばまで、峠の両側、サヴォワとピエモンテはともにサヴォイア家のサルデーニャ王国の領土であり、王国の首都であるトリノと、サヴォイア家発祥の地であるシャンベリを結ぶこの街道は重要な意味を持っていた。
1860年、サルデーニャ王国（翌年にイタリア王国となる）はサヴォワ地方をフランスに割譲した。このため、この峠は国境地帯となった。1874年から1880年にかけて、イタリア王国はヴァル・ディ・スーザ一帯を要塞化したが、この峠にも3つの石造の要塞（Fort Cassa, Fort Varisello および Fort Roncia）が建設され、それを支援する砲台や防御施設が作られた。ファシスト政権期には「アルプスの壁」 (Alpine Wall) と呼ばれる地下要塞の一部が建設された。
1947年、第二次世界大戦の講和条約であるパリ条約で、イタリアは峠の南東側をフランスに割譲した。

### フレジュス鉄道トンネル
1850年代にはアルプスを越える鉄道建設が計画される。モン・スニ峠の、南西約18kmに位置するフレジュス峠の下をトンネルで掘りぬくことになった（フレジュス鉄道トンネル）。
フレジュス鉄道トンネルは1857年から工事が開始され、またこれに合わせてフレジュス峠に近づく鉄道路線の建設が進められた。1868年には、モン・スニ峠を越えるモン・スニ鉄道が建設され、フレジュス鉄道トンネル開通に先立ってスーザ - サン・ミシェル・ド・モーリエンヌ間が開業する。この鉄道は、鉄道技術史の上では初めて恒久的なフェル式鉄道（急勾配を克服するための方式の一つ）として建設されたものとして記憶されている。レールの大部分はそれまでの街道上に敷設され、イギリス人の運転手が運行にあたった。しかし、フレジュス鉄道トンネルが完成した1871年に、モン・スニ鉄道は撤去された。モン・スニ鉄道が置き換えられたことの名残りで、フランス側ではフレジュス鉄道トンネルのことを「モン・スニトンネル」と呼ぶことが一般的である。

### トリノ―リヨン間高速鉄道計画
Mont d'Ambin の地下（モン・スニ峠の地下）を鉄道トンネルで高速鉄道を通す計画がある。フレジュス鉄道トンネルを置き換えることとなる。

## ツール・ド・フランス
自転車レース、ツール・ド・フランスでは過去に5回、コースとして組み入れられた。
歴代首位通過選手
- 1949 :  ピエール・ジョゼフ・タッカ
- 1956 :  フェデリコ・バーモンテス
- 1961 :  マニュエル・ビュスト
- 1992 :  クラウディオ・キアプッチ
- 1999 :  ディミトリ・コニシェフ